# Klari (Klari)
Klari is een bestuurslaag in het regentschap Karawang van de provincie West-Java, Indonesië. Klari telt 7956 inwoners (volkstelling 2010).